# 303-я смешанная авиационная дивизия
303-я сме́шанная авиацио́нная Смоленская Краснознамённая ордена Суворова диви́зия (303 сад) — авиационное воинское соединение истребительной авиации Вооружённых сил СССР в Великой Отечественной войне, принимавшее также участие в Войне в Корее. Ныне формирование Воздушно-космических сил Российской Федерации.

## Наименования дивизии
- 303-я истребительная авиационная дивизия;
- 303-я истребительная авиационная Смоленская дивизия;
- 303-я истребительная авиационная Смоленская Краснознамённая, дивизия;
- 303-я истребительная авиационная Смоленская Краснознамённая, ордена Суворова дивизия;
- 303-я истребительная авиационная Смоленская Краснознамённая, ордена Суворова дивизия ПВО;
- 303-я смешанная авиационная Смоленская Краснознамённая, ордена Суворова дивизия;
- 303-я авиационная Смоленская Краснознамённая, ордена Суворова дивизия истребителей-бомбардировщиков;
- 303-я штурмовая авиационная Смоленская Краснознамённая, ордена Суворова дивизия;
- 303-я смешанная авиационная Смоленская Краснознамённая, ордена Суворова дивизия;
- Полевая почта 45144.

## Формирование дивизии
303-я истребительная авиационная дивизия сформирована в декабре 1942 года.

## Переформирование и расформирование дивизии
- 303-я истребительная авиационная Смоленская Краснознамённая ордена Суворова дивизия в сентябре 1948 года после передачи её в состав авиации ПВО была именована 303-я истребительная авиационная Смоленская Краснознамённая ордена Суворова дивизия ПВО.
- В связи с передачей дивизии в состав ВВС и последующим переформированием полков в истребительно-бомбардировочный профиль в марте 1957 года дивизия получила наименование 303-я смешанная авиационная Смоленская Краснознамённая ордена Суворова дивизия
- После полного переформирования полков в истребительно-бомбардировочный профиль в 1982 году дивизия переименована в 303-ю авиационную Смоленскую Краснознамённую ордена Суворова дивизию истребителей-бомбардировщиков
- После расформирования истребительно-бомбардировочной авиации полки дивизии переучены на самолёт-штурмовик Су-25 и дивизия переименована в 303-я штурмовую авиационную Смоленскую Краснознамённую ордена Суворова дивизию.
- В связи с проводимой реформой Вооружённых сил России дивизия в октябре 1994 года была расформирована.
- В 2012 году дивизия вновь сформирована.

## В действующей армии
В составе действующей армии:
- с 20 февраля 1943 года по 9 мая 1945 года.

## Командиры дивизии
| Звание                           | Имя                            | Период                  | Примечание |
| -------------------------------- | ------------------------------ | ----------------------- | ---------- |
| Подполковник                     | Орлов Константин Дмитриевич    | 20.01.1943 — 15.03.1943 |            |
| генерал-майор авиации            | Захаров Георгий Нефёдович      | 16.03.1943 — 01.07.1945 |            |
| полковник, генерал-майор авиации | Лобов Георгий Агеевич          | 01.05.1946 — 01.10.1951 |            |
| генерал-майор авиации            | Куманичкин Александр Сергеевич | 01.10.1951 — 1954       |            |
| генерал-майор авиации            | Рябов Константин Андреевич     |                         |            |
| генерал-майор авиации            | Дмитрюк Григорий Федосеевич    | 08.1961 — 08.1966       |            |
| генерал-майор авиации            | Сафронов Пётр Павлович         | — 1970                  |            |
| генерал-майор авиации            | Русанов Евгений Александровичч | 1976 — 1979             |            |
| генерал-майор авиации            | Ешмяков Валерий Николаевич     | 06.1999 —               |            |

## В составе соединений и объединений
| Дата                    | Фронт (округ)                        | Армия                                   | Корпус                                     |
| ----------------------- | ------------------------------------ | --------------------------------------- | ------------------------------------------ |
| 01.12.1942 г.           | Резерв Верховного Главнокомандования | -                                       | -                                          |
| 20.02.1943 г.           | Западный фронт                       | 1-я воздушная армия                     | -                                          |
| 24.04.1944 г.           | 3-й Белорусский фронт                | 1-я воздушная армия                     | -                                          |
| 09.05.1945 г.           | 3-й Белорусский фронт                | 1-я воздушная армия                     | -                                          |
| 10.06.1945 г.           | Белорусско-Литовский военный округ   | 1-я воздушная армия                     | -                                          |
| 09.07.1945 г.           | Барановичский военный округ          | 1-я воздушная армия                     | -                                          |
| 04.02.1946 г.           | Белорусский военный округ            | 1-я воздушная армия                     | -                                          |
| 01.09.1948 г.           | Московский район ПВО                 | 19-я воздушная истребительная армия ПВО | -                                          |
| 09.09.1948 г.           | Московский район ПВО                 | 19-я воздушная истребительная армия ПВО | 31-й истребительный авиационный корпус ПВО |
| 20.02.1949 г.           | Московский район ПВО                 | 78-я воздушная истребительная армия ПВО | 31-й истребительный авиационный корпус ПВО |
| 31.10.1949 г.           | Московский район ПВО                 | 78-я воздушная истребительная армия ПВО | 56-й истребительный авиационный корпус ПВО |
| 01.06.1950 г.[уточнить] | Приморский военный округ             | 54-я воздушная армия                    | -                                          |
| 08.05.1951 г.           | Китай                                | Корейская война                         | 64-й истребительный авиационный корпус     |
| 24.02.1952 г.           | Дальневосточный военный округ        | 54-я воздушная армия                    | -                                          |
| 01.06.1957 г.           | Дальневосточный военный округ        | 1-я воздушная армия                     | -                                          |
| 01.05.1980 г.           | Дальневосточный военный округ        | ВВС Дальневосточного военного округа    | -                                          |
| 01.05.1988 г.           | Дальневосточный военный округ        | 1-я воздушная армия                     | -                                          |

## Состав
| Части                                                                     | Период                  |
| ------------------------------------------------------------------------- | ----------------------- |
| 18-й гвардейский истребительный авиационный полк                          | 22.02.1943 — 1998       |
| 20-й истребительный авиационный полк                                      | 18.02.1943 — 14.04.1944 |
| 139-й гвардейский истребительный авиационный полк                         | 14.04.1944 — 15.08.1948 |
| 168-й истребительный авиационный полк                                     | 20.02.1943 — 20.05.1944 |
| 523-й истребительный авиационный полк                                     | 23.02.1943 — 1995       |
| 1-я истребительная авиационная эскадрилья Сражающейся Франции «Normandie» | 10.04.1943 — 05.07.1943 |
| 1-й истребительный авиационный полк Сражающейся Франции «Normandie»       | 06.07.1943 — 12.12.1943 |
| 494-й истребительный авиационный полк                                     | 05.09.1943 — 12.11.1943 |
| 9-й гвардейский истребительный авиационный полк                           | 25.10.1944 — 20.04.1945 |
| 9-й гвардейский истребительный авиационный полк                           | 09.05.1945 — 01.06.1946 |
| 1-й истребительный авиационный полк Сражающейся Франции «Normandie»       | 25.05.1944 —09.05.1945  |
| 272-й истребительный авиационный полк                                     | 30.01.1946 — 15.04.1947 |
| 177-й истребительный авиационный полк                                     | 09.09.1948 — 18.09.1950 |
| 821-й истребительный авиационный полк                                     | 1957 — 04.04.1960       |
| 404-й истребительный авиационный полк                                     | 01.08.1965 — 1983       |

### Боевой состав на 9 мая 1945 года
- 9-й гвардейский истребительный авиационный полк
- 18-й гвардейский истребительный авиационный полк
- 139-й гвардейский истребительный авиационный полк
- 523-й истребительный авиационный полк

### Боевой состав в Корейской войне
| Части                                            | Период                  |
| ------------------------------------------------ | ----------------------- |
| 18-й гвардейский истребительный авиационный полк | 26.03.1951 — 24.02.1952 |
| 17-й истребительный авиационный полк             | 26.03.1951 — 24.02.1952 |
| 523-й истребительный авиационный полк            | 26.03.1951 — 24.02.1952 |

### Боевой состав на 1952 год

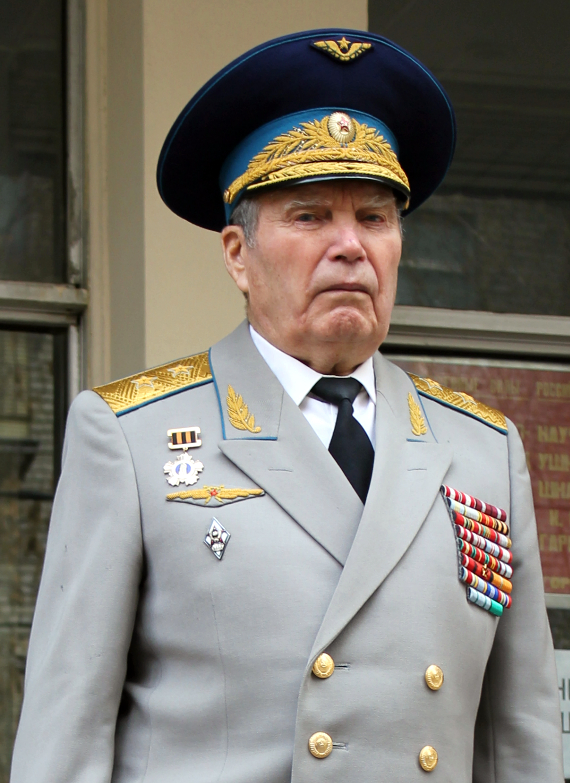
Командир дивизии генерал-лейтенант авиации П.П. Сафронов

- 18-й гвардейский истребительный авиационный полк (Галенки Приморский край, МиГ-15)
- 17-й истребительный авиационный полк (Черниговка Приморский край, МиГ-15, до июля 1953 года))
- 523-й истребительный авиационный полк (Воздвиженка Приморский край, МиГ-15)
- 224-й истребительный авиационный полк (с 10.05.1960 г., Кремово (Озёрная Падь), Приморский край, МиГ-15)

### Боевой состав на 1970 год
- 18-й гвардейский истребительный авиационный полк (Галенки Приморский край, МиГ-21)
- 224-й истребительный авиационный полк (Кремово (Озёрная Падь), Приморский край, МиГ-21)
- 404-й истребительный авиационный полк (Кремово (Озёрная Падь), Приморский край, МиГ-21)
- 523-й истребительный авиационный полк (Воздвиженка Приморский край, Су-7)

### Боевой состав на 1990 год
- 18-й гвардейский истребительный авиационный полк (Галенки Приморский край, МиГ-27 М, Д)
- 224-й истребительный авиационный полк (Кремово (Озёрная Падь), Приморский край, МиГ-27 М, Д)
- 523-й истребительный авиационный полк (Воздвиженка Приморский край, Су-17М3)

### Боевой состав на 2020 год
- 18-й гвардейский штурмовой авиационный Краснознамённый полк, в/ч 78018 (Черниговка)
- 22-й гвардейский истребительный авиационный полк[4], в/ч 77994 (Центральная Угловая)
- 23-й гвардейский истребительный авиационный Таллинский полк, в/ч 77984 (Дзёмги)
- 277-й гвардейский бомбардировочный авиационный Млавский полк, в/ч 77983 (Хурба)

## Участие в операциях и битвах
Великая Отечественная война:
- Ржевско-Вяземская наступательная операция — со 2 марта 1943 года по 31 марта 1943 года
- Курская битва:
  - Болховско-Орловская наступательная операция — с 12 июля 1943 года по 18 августа 1943 года
- Смоленская стратегическая наступательная операция (Операция «Суворов») — с 7 августа 1943 года по 2 октября 1943 года
  - Спас-Деменская наступательная операция — с 07 августа 1943 года по 20 августа 1943 года
  - Ельнинско-Дорогобужская наступательная операция — с 28 августа 1943 года по 6 сентября 1943 года
  - Смоленско-Рославльская наступательная операция — с 15 сентября 1943 года по 02 октября 1943 года
- Оршанская наступательная операция — 12 октября 1943 года по 2 декабря 1943 года
  - Витебская операция — с 23 декабря 1943 года по 6 января 1944 года
  - Богушевская операция — с 8 января 1944 года по 24 января 1944 года
  - Витебская операция — с 3 февраля 1944 года по 16 февраля 1944 года
  - Частная операция на Оршанском направлении — с 22 февраля 1944 года по 25 февраля 1944 года
  - Витебская операция — с 29 февраля 1944 года по 5 марта 1944 года
  - Оршанская операция — с 5 марта 1944 года по 9 марта 1944 года
  - Богушевская операция — с 21 марта 1944 года по 29 марта 1944 года
  - Минская операция — с 29 июня 1944 года по 4 июля 1944 года
  - Вильнюсская наступательная операция — с 5 июля 1944 года по 20 июля 1944 года
  - Каунасская наступательная операция — с 28 июля 1944 года по 28 августа 1944 года
- Прибалтийская стратегическая наступательная операция:
  - Мемельская наступательная операция — с 5 октября 1944 года по 22 октября 1944 года
- Гумбиннен-Гольдапская наступательная операция — с 16 октября 1944 года по 30 октября 1944 года
- Восточно-Прусская стратегическая наступательная операция:
  - Инстербургско-Кёнигсбергская операция — с 13 января 1945 года по 27 января 1945 года
  - Растенбургско-Хейльсбергская наступательная операция — с 27 января 1945 года по 12 марта 1945 года
  - Браунсбергская наступательная операция — с 13 марта 1945 года по 22 марта 1945 года
  - Кёнигсбергская операция — с 6 апреля 1945 года по 9 апреля 1945 года
  - Земландская наступательная операция — с 13 апреля 1945 года по 25 апреля 1945 года

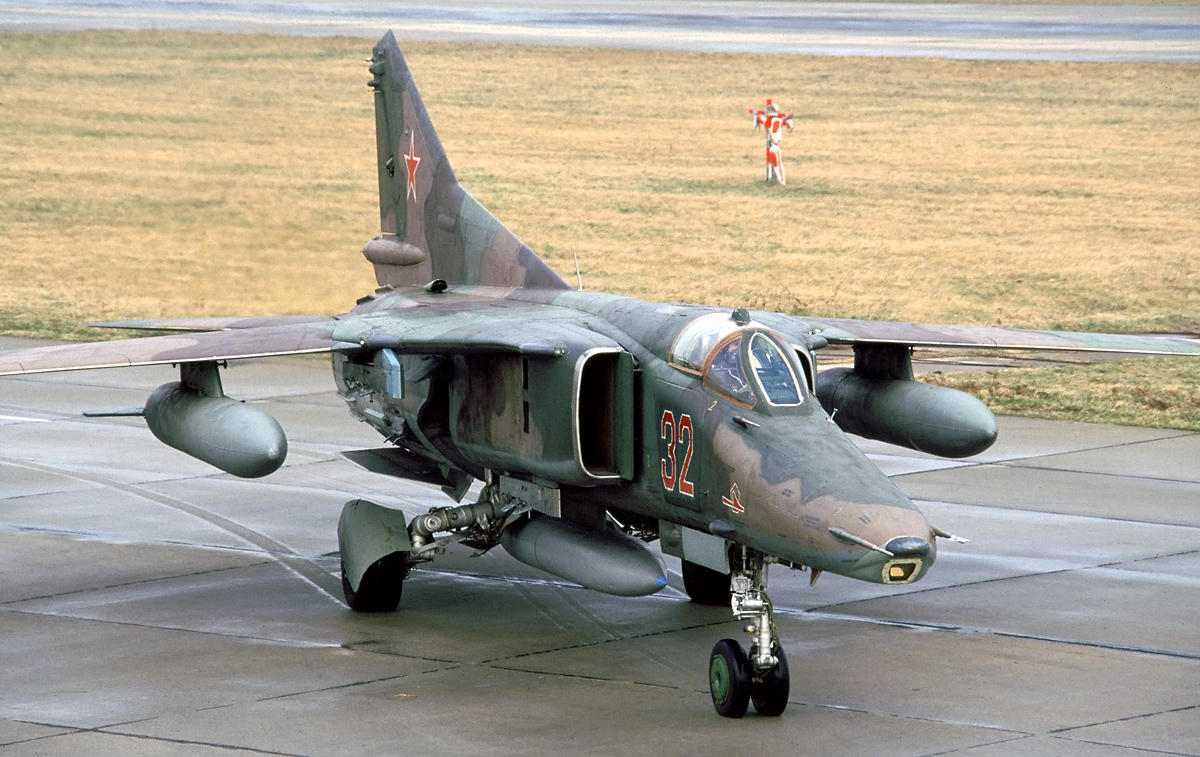
МиГ-27

Война в Корее

## Присвоение гвардейских званий
За образцовое выполнение боевых задач и проявленные при этом мужество и героизм 20-й Смоленский истребительный авиационный полк переименован в 139-й гвардейский Смоленский истребительный авиационный полк

## Почётные наименования
- 303-й истребительной авиационной дивизии за показанные образцы мужества и геройства в борьбе против фашистских захватчиков при форсировании реки Днепр и овладении штурмом городов Смоленск — важнейшего стратегического узла обороны немцев на западном направлении, и Рославль — оперативно важным узлом коммуникаций и мощным опорным пунктом обороны немцев на могилевском направлении присвоено почётное наименование «Смоленская»[6].
- 20-му истребительному авиационному полку 4 мая 1943 года за показанные образцы мужества и геройства в борьбе против фашистских захватчиков и в целях дальнейшего закрепления памяти о героических подвигах сталинских соколов присвоено почётное наименование «Смоленский»[7].
- 18-му гвардейскому истребительному авиационному Краснознамённому полку за проявленную храбрость, мужество и отвагу в боях при прорыве Витебского укреплённого района немцев южнее Витебска и на оршанском направлении севернее реки Днепр, а также за овладение городом Витебск приказом ВГК присвоено почётное наименование «Витебский»[8].
- 18-му гвардейскому истребительному авиационному Витебскому дважды Краснознамённому ордена Суворова полку 9 мая 1995 года полку присвоено почётное наименование «Нормандия-Неман».
- 523-му истребительному авиационному полку за отличие в боях за овладение городом и оперативно важным железнодорожным узлом Орша присвоено почётное наименование «Оршанский»[9].

## Награды

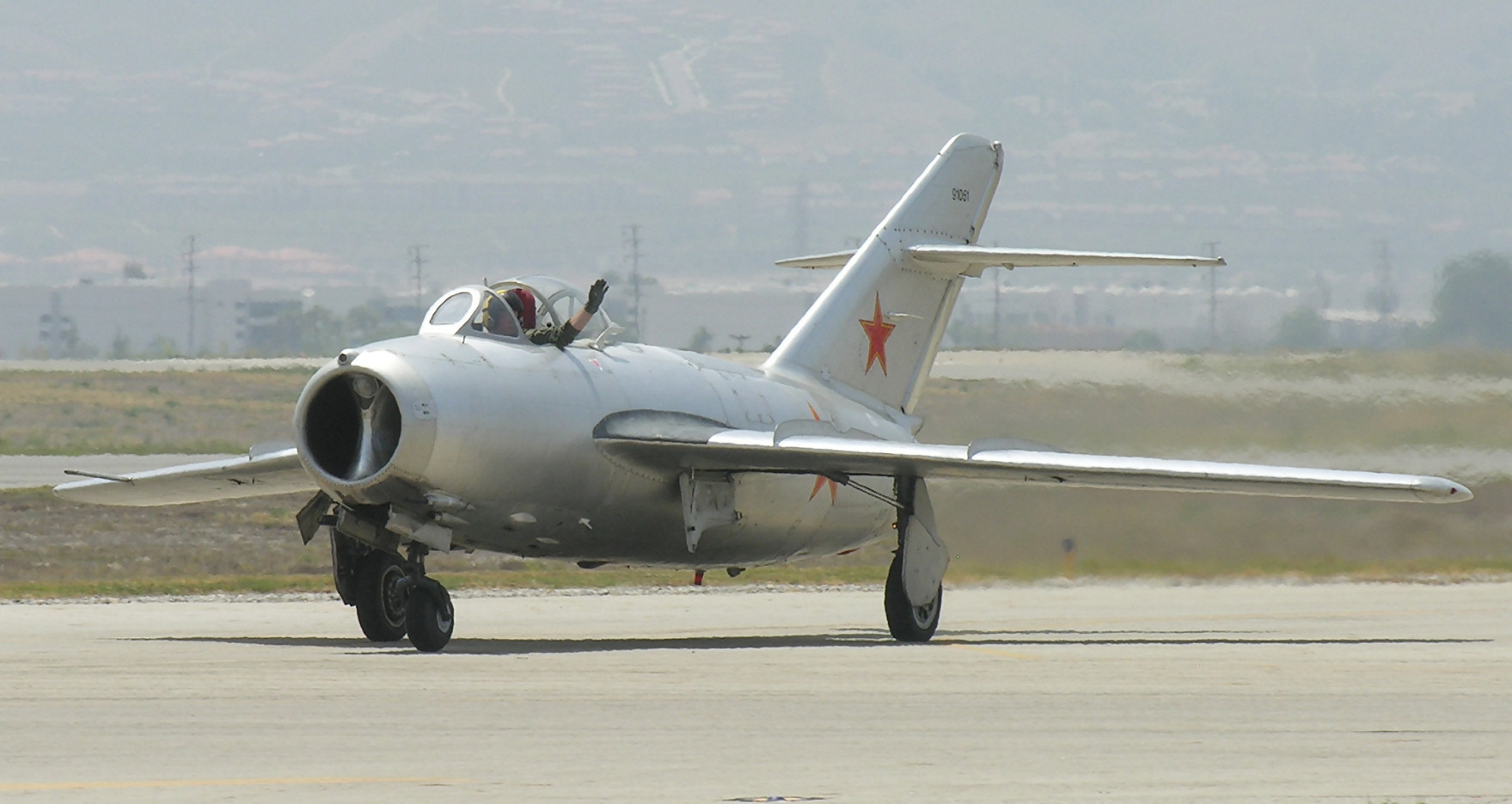
Основной самолёт дивизии в Корейской войне МиГ-15

- 303-я Смоленская истребительная авиационная дивизия Указом Президиума Верховного Совета СССР награждена орденом «Боевого Красного Знамени».
- 303-я Смоленская Краснознамённая истребительная авиационная дивизия Указом Президиума Верховного Совета СССР награждена орденом «Суворова II степени».
- 18-й гвардейский истребительный авиационный полк 23 октября 1943 года «За образцовое выполнение боевых заданий командования в боях с немецкими захватчиками и проявленные при этом доблесть и мужество» Указом Президиума Верховного Совета СССР награждён Орденом Красного Знамени[10]
- 18-й гвардейский Витебский Краснознамённый истребительный авиационный полк 23 июля 1943 года «За успешное выполнение заданий командования в боях за овладение столицей Белоруссии городом Минском и проявленные при этом доблесть и мужество» Указом Президиума Верховного Совета СССР награждён Орденом Суворова III степени[11]
- 18-й гвардейский Витебский Краснознамённый ордена Суворова III степени истребительный авиационный полк 5 мая 1945 года «За образцовое выполнение боевых заданий командования в боях с немецкими захватчиками при овладении городами Ландсберг, Барнштейн и проявленные при этом доблесть и мужество» Указом Президиума Верховного Совета СССР награждён Орденом Красного Знамени[12]
- 18-й гвардейский Витебский дважды Краснознамённый ордена Суворова III степени штурмовой авиационный полк «Нормандия-Неман» за мужество и героизм, проявленные в годы Великой Отечественной войны, за сохранение традиций и бережное отношение к памяти фронтовой дружбы награждён высшей наградой Франции — крестом ордена Почётного Легиона.
- 139-й гвардейский Смоленский истребительный авиационный полк 10 июля 1944 года за образцовое выполнение заданий командования в боях с немецкими захватчиками при форсировании реки Березина, за овладение городом Борисов и проявленные при этом доблесть и мужество Указом Президиума Верховного Совета СССР[13] награждён орденом Красного Знамени.
- 139-й гвардейский Смоленский Краснознамённый истребительный авиационный полк 19 февраля 1945 года за образцовое выполнение боевых заданий командования в боях с немецкими захватчиками при овладении городами Тапиау, Алленбург, Ноденбург, Летцен и проявленные при этом доблесть и мужество Указом Президиума Верховного Совета СССР[14] награждён орденом Кутузова III степени.
- 523-й Оршанский истребительный авиационный полк за успешное выполнение заданий командования в боях с немецкими захватчиками, за овладение столицей Советской Белоруссии городом Минск и проявленные при этом доблесть и мужество Указом Президиума Верховного Совета СССР от 23 июля 1944 года награждён орденом «Боевого Красного Знамени».
- 523-й Оршанский Краснознамённый истребительный авиационный полк за образцовое выполнение заданий командования в боях с немецкими захватчиками, за овладение городом Каунас (Ковно) и проявленные при этом доблесть и мужество Указом Президиума Верховного Совета СССР от 12 августа 1944 года награждён орденом «Александра Невского».
- 523-й Оршанский Краснознамённый ордена Александра Невского истребительный авиационный полк за образцовое выполнение боевых заданий командования в боях с немецкими захватчиками при прорыве обороны в Восточной Пруссии и проявленные при этом доблесть и мужество Указом Президиума Верховного Совета СССР от 19 февраля 1945 года награждён орденом «Кутузова III степени».
- 523-й Оршанский Краснознамённый орденов Кутузова III степени и Александра Невского истребительный авиационный полк за образцовое выполнение боевых заданий командования в боях с немецкими захватчиками при овладении городом и крепостью Пиллау и проявленные при этом доблесть и мужество Указом Президиума Верховного Совета СССР от 28 мая 1945 года награждён орденом «Суворова III степени».

## Благодарности Верховного Главнокомандования
| Су-7 | Су-17М | МиГ-21 |

Воинам дивизии Верховным Главнокомандующим объявлена благодарность:
- за овладение городом Смоленск[6]
- за освобождение города Витебск[15]
- за освобождение города Орша[16]
- за освобождение города Минск[17]
- за форсирование реки Неман[18]
- за вторжение в пределы Восточной Пруссии[19]
- за овладение укреплёнными городами Пилькаллен, Рагнит и сильными опорными пунктами обороны немцев Шилленен, Лазденен, Куссен, Науйенингкен, Ленгветен, Краупишкен, Бракупенен[20]
- за овладение городами Тильзит, Гросс-Скайсгиррен, Ауловенен, Жиллен и Каукемен[21]
- за овладение городом Инстербург[22]
- за овладение городами Тапиау, Алленбург, Норденбург и Летцен[23]
- за овладение городами Ландсберг и Бартенштайн[24]
- за овладение городами Вормдитт и Мельзак[25]
- за овладение городом Хайлигенбайль[26]
- за разгром группы немецких войск юго-западнее Кенигсберга[27]
- за овладение городом и крепостью Кенигсберг[28]
- за овладение городом и крепостью Пиллау[29]

## Отличившиеся воины дивизии

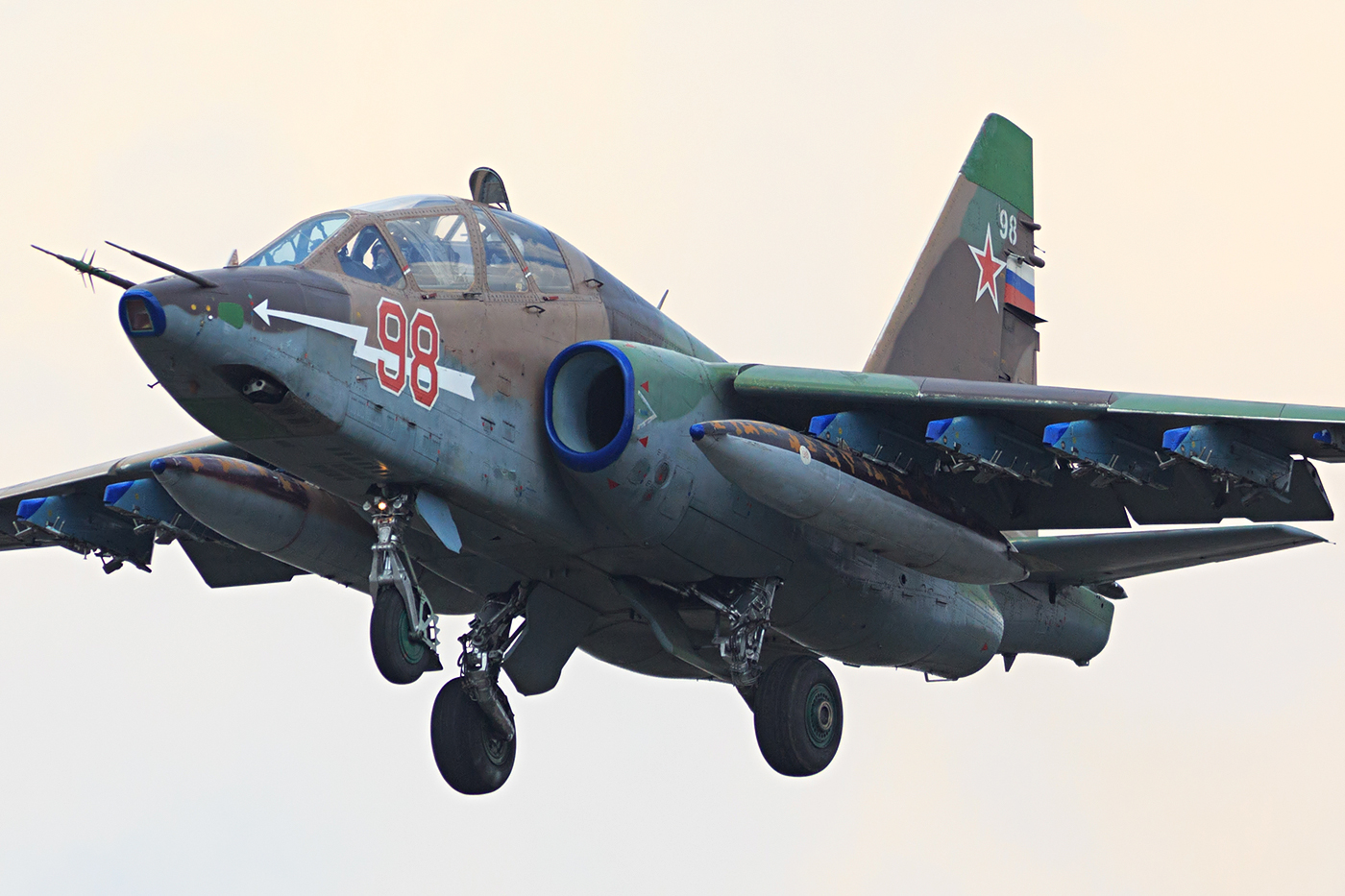
Самолёт 18-го гв. полка с характерной молнией-символом полка на борту

### За Великую Отечественную войну
- Головачёв Павел Яковлевич, капитан, заместитель командира эскадрильи 9-го гвардейского истребительного авиационного полка 303-й истребительной авиационной дивизии 1-й воздушной армии Указом Президиума Верховного Совета СССР от 29 июня 1945 года удостоен звания дважды Герой Советского Союза. Золотая Звезда № 2/58.
- Голубов Анатолий Емельянович, подполковник, заместитель командира 303-й истребительной авиационной дивизии 1-й воздушной армии 29 июня 1945 года удостоен звания Герой Советского Союза. Золотая Звезда № 6299.
- Захаров Георгий Нефёдович, генерал-майор авиации, командир 303-й истребительной авиационной дивизии 1-й воздушной армии 19 апреля 1945 года удостоен звания Герой Советского Союза. Золотая Звезда № 6242.
- Елизаров Сергей Михайлович, гвардии старший лейтенант, командир звена 9-го гвардейского истребительного авиационного полка 303-й истребительной авиационной дивизии 1-й воздушной армии Указом Президиума Верховного Совета СССР от 29 июня 1945 года удостоен звания Герой Советского Союза. Золотая Звезда № 6232.
- Серёгин Василий Георгиевич, штурман 303-й истребительной авиационной дивизии 1-й воздушной армии, майор, Указом Президиума Верховного Совета СССР от 23 февраля 1948 года удостоен звания Герой Советского Союза. Золотая Звезда № 8306.
- Баландин Владимир Александрович командир звена 18-го гвардейского истребительного авиационного полка 303-й истребительной авиационной дивизии 1-й воздушной армии, гвардии старший лейтенант, Указом Президиума Верховного Совета СССР от 19 апреля 1945 года удостоен звания Герой Советского Союза. Посмертно.
- Барсуков Василий Николаевич, командир авиационной эскадрильи 18-го гвардейского истребительного авиационного полка 303-й истребительной авиационной дивизии 1-й воздушной армии, гвардии капитан, Указом Президиума Верховного Совета СССР от 19 апреля 1944 года удостоен звания Герой Советского Союза. Золотая Звезда № 6142.
- Даниленко Николай Никитович, заместитель командира эскадрильи 18-го гвардейского истребительного авиационного полка 303-й истребительной авиационной дивизии 1-й воздушной армии, гвардии капитан, Указом Президиума Верховного Совета СССР от 19 апреля 1944 года удостоен звания Герой Советского Союза. Золотая Звезда № 6132.
- Пинчук Николай Григорьевич, командир 1-й эскадрильи 18-го гвардейского истребительного авиационного полка, гвардии капитан, Указом Президиума Верховного Совета СССР от 19 апреля 1944 года удостоен звания Герой Советского Союза. Золотая Звезда № 6216.
- Сибирин Семён Алексеевич, штурман 18-го гвардейского истребительного авиационного полка 303-й истребительной авиационной дивизии 1-й воздушной армии, капитан, Указом Президиума Верховного Совета СССР от 1 июля 1944 года удостоен звания Герой Советского Союза. Золотая Звезда № 3721.
- Ролан Польз д’Ивуа де ла Пуап (фр. Roland Paulze d'Ivoy de la Poype), старший лейтенант, командир звена 1-го истребительного авиационного полка Сражающейся Франции Указом Президиума Верховного Совета СССР от 27 ноября 1944 года удостоен звания Герой Советского Союза.
- Марсель Оливье Альбер (фр. Marcel Olivier Albert), старший лейтенант, командир эскадрильи 1-го истребительного авиационного полка Сражающейся Франции Указом Президиума Верховного Совета СССР от 27 ноября 1944 года удостоен звания Герой Советского Союза.
- Жак Андрэ (фр. Jacques Andre), младший лейтенант, командир звена 1-го истребительного авиационного полка Сражающейся Франции 4 июня 1945 года удостоен звания Герой Советского Союза. Золотая Звезда № 6656.
- Марсель Лефевр (фр. Marcel Lefevre), старший лейтенант, командир эскадрильи 1-го истребительного авиационного полка Сражающейся Франции Указом Президиума Верховного Совета СССР от 4 июня 1945 года удостоен звания Герой Советского Союза. Посмертно.
- Ануфриев Митрофан Алексеевич, капитан, командир эскадрильи 523-го истребительного авиационного полка 303-й истребительной авиационной дивизии 1-й воздушной армии Указом Президиума Верховного Совета СССР от 19 апреля 1945 года удостоен звания Герой Советского Союза. Золотая Звезда № 6143.
- Твеленев Михаил Степанович, старший лейтенант, командир звена 9-го гвардейского истребительного авиационного полка 303-й истребительной авиационной дивизии 1-й воздушной армии Указом Президиума Верховного Совета СССР от 23 февраля 1945 года удостоен звания Герой Советского Союза. Золотая Звезда № 4692.
- Байков Георгий Иванович, старший лейтенант, командир звена 9-го гвардейского истребительного авиационного полка 303-й истребительной авиационной дивизии 1-й воздушной армии Указом Президиума Верховного Совета СССР от 29 июня 1945 года удостоен звания Герой Советского Союза. Золотая Звезда № 6289.

### Во время войны в Корее
- Бахаев Степан Антонович, капитан, командир эскадрильи 523-го истребительного авиационного полка 303-й истребительной авиационной дивизии 64-го истребительного авиационного корпуса Указом Президиума Верховного Совета СССР 13 ноября 1951 года удостоен Герой Советского Союза. Золотая Звезда № 9288.
- Пулов Григорий Иванович, подполковник, командир 17-го истребительного авиационного полка 303-й истребительной авиационной дивизии 64-го истребительного авиационного корпуса Указом Президиума Верховного Совета СССР 22 апреля 1952 года удостоен Герой Советского Союза. Золотая Звезда № 10858.
- Самойлов Дмитрий Александрович, старший лейтенант, старший лётчик 523-го истребительного авиационного полка 303-й истребительной авиационной дивизии 64-го истребительного авиационного корпуса Указом Президиума Верховного Совета СССР 13 ноября 1951 года удостоен Герой Советского Союза. Золотая Звезда № 9281.
- Сморчков Александр Павлович, гвардии подполковник, заместитель командира 18-го гвардейского истребительного авиационного полка 303-й истребительной авиационной дивизии 64-го истребительного авиационного корпуса Указом Президиума Верховного Совета СССР 13 ноября 1951 года удостоен Герой Советского Союза. Золотая Звезда № 9285.
- Сутягин Николай Васильевич, капитан, заместитель командира эскадрильи 17-го истребительного авиационного полка 303-й истребительной авиационной дивизии 64-го истребительного авиационного корпуса Указом Президиума Верховного Совета СССР 10 октября 1951 года удостоен Герой Советского Союза. Золотая Звезда № 9282.
- Щукин Лев Кириллович, гвардии капитан, командир звена 18-го гвардейского истребительного авиационного полка 303-й истребительной авиационной дивизии 64-го истребительного авиационного корпуса Указом Президиума Верховного Совета СССР 13 ноября 1951 года удостоен Герой Советского Союза. Золотая Звезда № 9279.
- Бахаев Степан Антонович, капитан, командир эскадрильи 523-го истребительного авиационного полка 303-й истребительной авиационной дивизии 64-го истребительного авиационного корпуса Указом Президиума Верховного Совета СССР 13 ноября 1951 года удостоен Герой Советского Союза. Золотая Звезда № 9288.
- Докашенко Николай Григорьевич, капитан, командир эскадрильи 17-го истребительного авиационного полка 303-й истребительной авиационной дивизии 64-го истребительного авиационного корпуса Указом Президиума Верховного Совета СССР 22 апреля 1952 года удостоен Герой Советского Союза. Золотая Звезда № 10867.
- Лобов Георгий Агеевич, генерал-майор авиации, командир 303-й истребительной авиационной дивизии, Указом Президиума Верховного Совета СССР 210 октября 1951 года удостоен Герой Советского Союза будучи командиром 64-го истребительного авиационного корпуса. Золотая Звезда № 10854.
- Оськин Дмитрий Павлович, майор, командир 523-го истребительного авиационного полка 303-й истребительной авиационной дивизии 64-го истребительного авиационного корпуса Указом Президиума Верховного Совета СССР 13 ноября 1951 года удостоен Герой Советского Союза. Золотая Звезда № 9286.
- Охай Григорий Ульянович, капитан, помощник командира 523-го истребительного авиационного полка 303-й истребительной авиационной дивизии 64-го истребительного авиационного корпуса Указом Президиума Верховного Совета СССР 13 ноября 1951 года удостоен Герой Советского Союза. Золотая Звезда № 9280.
- Пономарёв Михаил Сергеевич, капитан, командир эскадрильи 17-го истребительного авиационного полка 303-й истребительной авиационной дивизии 64-го истребительного авиационного корпуса Указом Президиума Верховного Совета СССР 13 ноября 1951 года удостоен Герой Советского Союза. Золотая Звезда № 9284.
- Стельмах Евгений Михайлович, гвардии старший лейтенант, старший лётчик 18-го гвардейского истребительного авиационного полка 303-й истребительной авиационной дивизии 64-го истребительного авиационного корпуса Указом Президиума Верховного Совета СССР 13 ноября 1951 года удостоен Герой Советского Союза. Посмертно.

## Базирование
| Период                  | Аэродромы                     |
| ----------------------- | ----------------------------- |
| 1945 — 06.1948          | Кобрин, Брестская область     |
| 06.1948 — 07.1950       | Дядьково, Ярославская область |
| 07.1950 — 03.1951       | Воздвиженка, Приморский край  |
| 23.03.1951 — 08.05.1951 | Мукден, Китай                 |
| 08.05.1951 — 28.05.1951 | Аньдун, Китай                 |
| 28.05.1951 — 03.1952    | Мяогоу, Китай                 |
| 03.1952 — 10.1994       | Воздвиженка, Приморский край  |